# Сиротюк, Светлана Трофимовна
Светлана Трофимовна Сиротюк (укр. Світлана Трохимівна Сиротюк; род. 27 декабря 1941, Чкалово, Запорожская область) — советская и украинская театральная актриса, Народная артистка Украины (2010).

## Биография
Родилась 27 декабря 1941 года в селе Чкалово Пологовского района Запорожской области.
Творческую деятельность начала актрисой Донецкого областного русского драматического театра (Мариуполь) в 1960 году. С 1963 года работает актрисой Луганского областного русского драматического театра. Здесь сыграла более 150 ролей.
Окончила Киевский театральный институт имени И. Карпенко-Карого в 1967 году. Светлана Сиротюк является доцентом кафедры театрального искусства Луганской государственной академии культуры и искусств, а также председателем первичной организации Национального Союза театральных деятелей Украины.
Муж — актёр Дмитрий Витченко (род. 1937), сын — актёр Сергей Витченко (1968—2015).

## Заслуги
- Заслуженный артист Украины (1997)[3].
- Народный артист Украины (2010, за весомый личный вклад в развитие украинской культуры и искусства, значительные творческие достижения и высокий профессионализм)[3].
- Лауреат премии имени «Молодой гвардии» (1974, за роль Любви Шевцовой)[3].